# Staatsblad
Een staatsblad is een publicatieblad voor wettelijk voorgeschreven bekendmakingen, waaronder de nieuwe wetten van een land. In het algemeen hoort een wet of een vergelijkbaar algemeen bindend voorschrift gepubliceerd te worden zodat burgers kunnen weten aan welke voorschriften ze zich moeten houden. Vaak wordt met de grondlegging van een land meteen zo'n staatsblad ingericht. 
Verder kunnen er nog andere juridische publicatiebladen bestaan, bijvoorbeeld met voorschriften van lagere overheden in een federaal stelsel of voor niet-regelgevende bekendmakingen.
Voorbeelden:
- Acta Apostolicae Sedis - Vaticaan
- Belgisch Staatsblad
- Boletín Oficial del Estado - Spanje
- Bundesgesetzblatt
- Gazzetta Ufficiale - Italië
- Journal officiel de la République française (JORF), tot 1931 Bulletin des lois de la République française
- Journal officiel du Grand-Duché de Luxembourg
- Publicatieblad van de Europese Unie
- Staatsblad van het Koninkrijk der Nederlanden